# Cheirolophus crassifolius

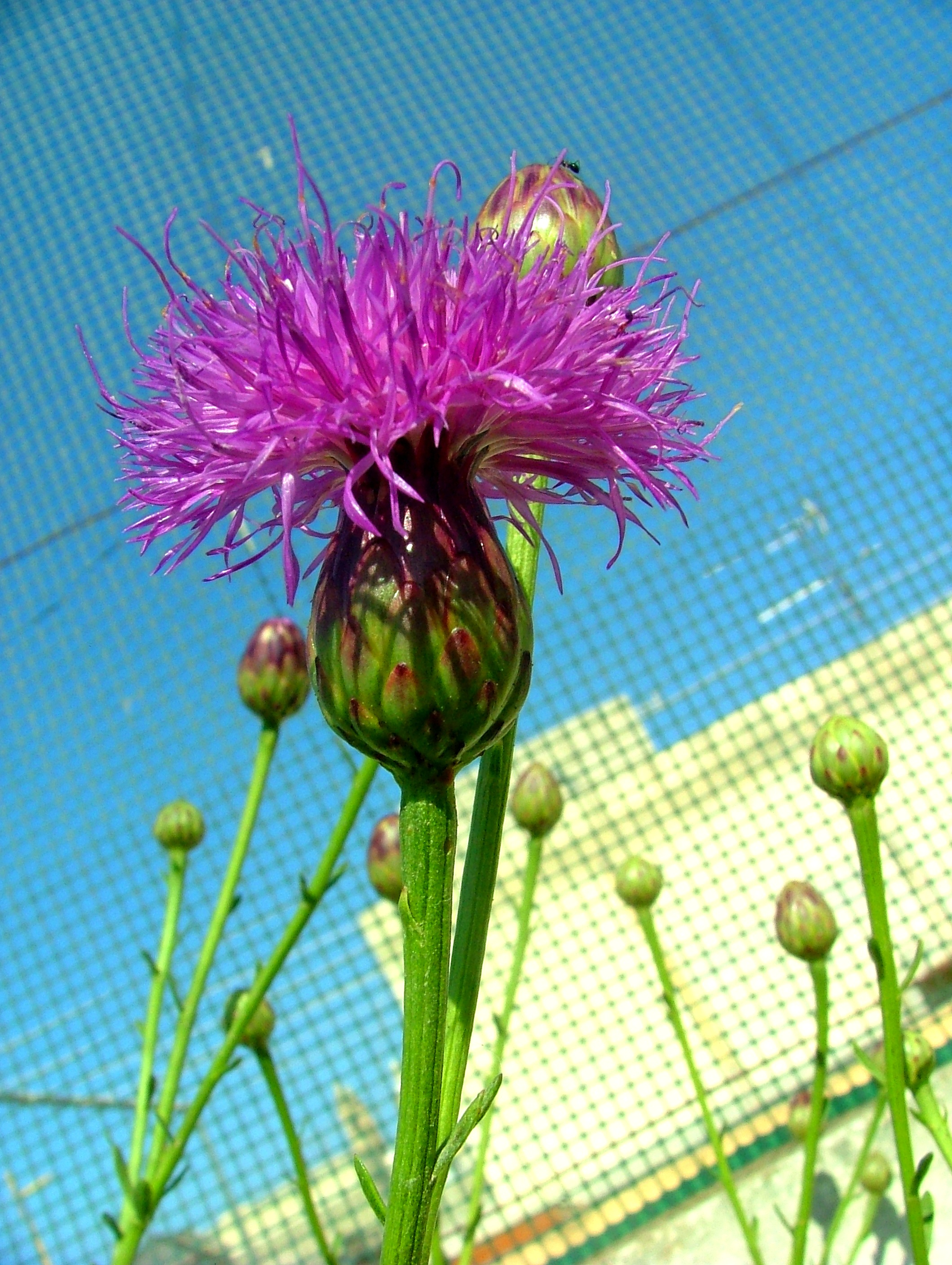
Flor de Cheirolophus crassifolius

Cheirolophus crassifolius és una espècie d'herbàcia pertanyent a la família de les asteràcies. És originària de Malta, on va ser escollida la flor nacional de Malta des de 1973. Habita els penya-segats costaners i valls. Es troba amenaçada per la pèrdua d'hàbitat.
Va ser descrita per primera vegada per Stefano Zerafa, al voltant del 1830, com l'única espècie del gènere monotípic Palaeocyanus. No obstant, l'any 2000, va ser transferida a Cheirolophus, a causa dels estudis genètics realitzats aquell any.

## Descripció
Té la tija curta amb fulles brillants de color verd, gairebé totes disposades en una roseta basal. Mesuren de 5 a 7 cm de llarg per 1,5 cm d'ample, dividides, espatulades i carnoses de manera significativa. Els marges de les fulles són llisos o denticulades serrades. Les fulles de la tija són lineals amb forma d'espàtula i petites. Les inflorescències són llargues, amb un diàmetre de 2 a 2,5 cm i ovalades. Les bràctees són senceres, sense apèndixs i correoses. Les flors tubulars són porpres o de color blanc, i les exteriors són estèrils. Els fruits mesuren de 6 a 8 mm de llarg, amb aquenis amb un llarg vil·là.
El període de floració és de març a setembre. El nombre de cromosomes és 2n=30.

## Distribució i hàbitat
És escassa però molt estesa a la naturalesa als penya-segats occidentals de Malta. Rara als penya-segats del sud de Gozo (Malta), però amb freqüència es troba com una espècie conreada en rotondes. És molt comuna als límits de Wied Babu al sud-est de Malta.

## Ecologia
Cheirolophus crassifolius és molt rara i es troba en perill d'extinció, estimant-se un total de diversos milers de plantes. Els factors importants de risc són la senescència, presumiblement pel fet que els fruits de les plantes són atacats per larves d'una arna desconeguda, també per trobar-se en llocs de fàcil accés a la pertorbació humana, i per plantes exòtiques invasores com Carpobrotus edulis, Agave americana i Opuntia ficus-indica.

## Taxonomia
Cheirolophus crassifolius va ser descrita per (Bertol.) Alfonso Susanna i publicada a Plant Systematics and Evolution 214(1-4): 157. 1999

### Etimologia
- Cheirolophus: significa "cap de color vermell".
- crassifolius: epítet que significa "fulles gruixudes", pel fet que les fulles són suculentes i amb forma de cullera.

### Sinonímia
- Centaurea crassifolia Bertol.
- Centaurea nitida naldi ex DC.
- Centaurea spathulata Zeraph.
- Palaeocyanus crassifolius (Bertol.) Dostál[2]